# Личка пруга
Личка пруга је жељезничка пруга од Книна, преко Госпића до Огулина и Оштарија.

## Историја изградње
Изградња пруге је започета у Аустроугарској током 1914. године, а завршена је у јулу 1925. године, након 11 година изградње, у Краљевини Срба, Хрвата и Словенаца.
| Дионица           | Отворена      |
| ----------------- | ------------- |
| Оштарије - Плашки | октобар 1914. |
| Плашки - Врховине | јун 1918.     |
| Врховине - Госпић | март 1920.    |
| Госпић - Грачац   | јун 1922.     |
| Грачац - Книн     | јул 1925.     |

## Станице и стајалишта
Личка пруга почиње у станици Оштарије гдје се одваја од пруге Загреб - Огулин - Ријека, a посљедња станица је у Книну. Дужина пруге је 223,6 км.
| Назив станице                    | Километража |
| -------------------------------- | ----------- |
| Оштарије                         | 0,000 км    |
| Крпељ, спаја се пруга из Огулина | 0,820 км    |
| Оштарије-Равнице                 | 7,777 км    |
| Јосипдол                         | 10,468 км   |
| Војновац                         | 17,572 км   |
| Латин                            | 22,656 км   |
| Плашки                           | 26,937 км   |
| Блата                            | 37,263 км   |
| Личка Јесеница                   | 45,645 км   |
| Јаворник                         | 52,389 км   |
| Рудопоље                         | 60,559 км   |
| Врховине                         | 68,300 км   |
| Синац                            | 78,286 км   |
| Личко Лешће                      | 83,405 км   |
| Студенци                         | 93,835 км   |
| Перушић                          | 101,573 км  |
| Лички Осик                       | 107,191 км  |
| Госпић                           | 115,680 км  |
| Билај Рибник                     | 120,959 км  |
| Медак                            | 129,308 км  |
| Крушковац                        | 123,744 км  |
| Радуч                            | 137,563 км  |
| Ловинац                          | 144,308 км  |
| Личко Церје                      | 147,891 км  |
| Ричице                           | 152,164 км  |
| Штикада                          | 155,574 км  |
| Грачац                           | 159,614 км  |
| Церовац                          | 167,869 км  |
| Малован                          | 175,864 км  |
| Зрмања                           | 186,194 км  |
| Прибудић                         | 194,193 км  |
| Плавно                           | 202,894 км  |
| Отон                             | 206,691 км  |
| Пађене                           | 209,837 км  |
| Стара Стража                     | 215,728 км  |
| Книн                             | 223,632 км  |

## Галерија
- Жељезничка станица Оштарије, почетак Личке пруге
- Жељезничка станица Личко Лешће
- Жељезничка станица Плашки
- Жељезничка станица Госпић
- Локомотива у Ловинцу
- Жељезничка станица Книн